# Rosita Marstini
Rosita Marstini (Nancy, 19 settembre 1887 – Los Angeles, 24 aprile 1948) è stata un'attrice francese naturalizzata statunitense che iniziò a lavorare nel cinema all'epoca del muto.
Durante la sua carriera, usò diversi nomi, tra i quali Madame Paul Bourgeois (dallo pseudonimo del marito, anche lui attore), Countess De Marstini, Mme. Rosita Marstini e altri ancora.

## Filmografia
- A Prisoner in the Harem, regia di Herbert Blaché (1913)
- Bungling Bunk's Bunco - cortometraggio (1914)
- When Rome Ruled, regia di George Fitzmaurice (1914)
- The Heart of a Tigress. regia di Norval MacGregor - cortometraggio (1915)
- The Lion's Ward, regia di Norval MacGregor - cortometraggio (1915)
- Graft, regia di George Lessey e Richard Stanton - serial (1915)
- On the Trail of the Tigress, regia di Paul Sablon (come Paul Bourgeois) - cortometraggio (1916)
- The Whole Jungle Was After Him, regia di Paul Sablon (come Paul Bourgeois) - cortometraggio (1916)
- A Recoiling Vengeance, regia di Norval MacGregor - cortometraggio (1916)
- Nadine of Nowhere, regia di Paul Sablon (come Paul Bourgeois) - cortometraggio (1916)
- Mister Vampire, regia di Francis Ford - cortometraggio (1916)
- Il marchese d'Evremonde (A Tale of Two Cities), regia di Frank Lloyd (1917)
- High Finance, regia di Otis Turner (1917)
- La peccatrice innocente (The Innocent Sinner), regia di Raoul Walsh (1917)
- The Clever Mrs. Carfax, regia di Donald Crisp (1917)
- The Babes in the Woods, regia di Chester M. Franklin e Sidney Franklin (1917)
- Madame Du Barry, regia di J. Gordon Edwards (1917)
- The Moral Law, regia di Bertram Bracken (1918)
- Good Night, Paul, regia di Walter Edwards (1918)
- Rosemary Climbs the Heights, regia di Lloyd Ingraham (1918)
- L'avventura del velo grigio (The Veiled Adventure), regia di Walter Edwards (1919)
- The Tiger Lily, regia di George L. Cox (1919)
- Widow by Proxy, regia di Walter Edwards (1919)
- Flames of the Flesh, regia di Edward LeSaint (1920)
- The Luck of Geraldine Laird, regia di Edward Sloman (1920)
- The Evil Eye, regia di J. Gordon Cooper e Wally Van - serial (1920)
- Silk Husbands and Calico Wives, regia di Alfred E. Green (1920)
- The Outside Woman (1921)
- Serenata (Serenade), regia di Raoul Walsh (1921)
- The Primal Law, regia di Bernard J. Durning (1921)
- Sangue e arena (Blood and Sand), regia di Fred Niblo e, non accreditata, Dorothy Arzner (1922)
- Enter Madame, regia di Wallace Worsley (1922)
- Nell'ombra di Parigi (Shadows of Paris), regia di Herbert Brenon (1924)
- The Red Lily, regia di Fred Niblo (1924)
- The Lover of Camille, regia di Harry Beaumont (1924)
- The Redeeming Sin, regia di J. Stuart Blackton (1925)
- Orgoglio (Proud Flesh), regia di King Vidor (1925)
- La grande parata (The Big Parade), regia di King Vidor (1925)
- Flame of the Argentine, regia di Edward Dillon (1926)
- We Americans, regia di Edward Sloman (1928)
- Corona di fango (No Other Woman), regia di Lou Tellegen (1928)
- Fifì dimmi di sì (Hot for Paris), regia di Raoul Walsh (1929)
- The Fourth Horseman, regia di Hamilton MacFadden (1932)
- Pescicani - Contrabbando giallo ( Cover the Waterfront), regia di James Cruze (1933)
- La casa dei Rothschild (The House of Rothschild), regia di Alfred L. Werker (1934)
- In Love with Life, regia di Frank R. Strayer (1934)
- Questo nostro amore (This Love of Ours), regia di William Dieterle (1945)
- Mexicana, regia di Alfred Santell (1945)
- Vacanze al Messico (Holiday in Mexico), regia di George Sidney (1946)
- Rose of Santa Rosa, regia di Ray Nazarro (1947)
- Casbah, regia di John Berry (1948)